# Campionati europei di ciclismo su pista 2019 - Americana maschile
L'americana maschile ai Campionati europei di ciclismo su pista 2019 si è svolta il 20 ottobre 2019 presso il velodromo Omnisport di Apeldoorn, nei Paesi Bassi.

## Podio
| Pos.    | Atleta                             | Nazionalità |
| ------- | ---------------------------------- | ----------- |
| Oro     | Lasse Norman Hansen Michael Mørkøv | Danimarca   |
| Argento | Yoeri Havik Jan-Willem van Schip   | Paesi Bassi |
| Bronzo  | Maximilian Beyer Theo Reinhardt    | Germania    |

## Risultati
200 giri (50 km) con sprint intermedi con punti ogni 10 giri.
| Posizione | Atleti                                | Nazione       | Punti giri | Punti sprint | Totale |
| --------- | ------------------------------------- | ------------- | ---------- | ------------ | ------ |
| 1         | Lasse Norman Hansen Michael Mørkøv    | Danimarca     |            | 52           | 52     |
| 2         | Yoeri Havik Jan-Willem van Schip      | Paesi Bassi   |            | 37           | 37     |
| 3         | Maximilian Beyer Theo Reinhardt       | Germania      | 20         | 17           | 37     |
| 4         | Morgan Kneisky Benjamin Thomas        | Francia       |            | 34           | 34     |
| 5         | Sebastián Mora Albert Torres          | Spagna        |            | 20           | 20     |
| 6         | Simone Consonni Elia Viviani          | Italia        |            | 18           | 18     |
| 7         | Robin Froidevaux Théry Schir          | Svizzera      |            | 17           | 17     |
| 8         | Matthew Walls Oliver Wood             | Gran Bretagna |            | 13           | 13     |
| 9         | Andreas Graf Andreas Müller           | Austria       |            | 9            | 9      |
| 10        | Szymon Krawczyk Daniel Staniszewski   | Polonia       |            | 2            | 2      |
| 11        | Iúri Leitão Rui Oliveira              | Portogallo    |            | 1            | 1      |
| 12        | Kenny De Ketele Robbe Ghys            | Belgio        |            | 1            | 1      |
| 13        | Jaŭheni Karalëk Raman Ciškoŭ          | Bielorussia   |            | 0            | 0      |
| 14        | Mark Downey Fintan Ryan               | Irlanda       | –20        | 3            | -17    |
| 15        | Viktor Manakov Sergej Rostovcev       | Russia        | -40        | 5            | -35    |
| 16        | Volodymyr Džjus Vitalij Hryniv        | Ucraina       | -40        | 2            | -38    |
| 17        | Daniel Babor Jan Kraus                | Rep. Ceca     | -60        | 0            | -60    |
| 18        | Christos Volikakis Zafeiris Volikakis | Grecia        | -80        | 0            | -80    |